# Christian Hubor
Christian Hubor (* 18. April 1990) ist ein deutscher Basketballspieler.
Der 2,01 m große Hubor spielte für den SV Neuerburg, bevor er 2005 zu TBB Trier wechselte, wo er erstmals in der Saison 2006/07 in der Basketball-Bundesliga im Spiel bei den Skyliners Frankfurt zum Einsatz kam. Er blieb Trier in den folgenden Jahren treu und spielte seitdem für verschiedene Basketballvereine in Trier.